# Толочко, Роман Любомирович
Рома́н Любоми́рович Толо́чко (укр. Роман Любомирович Толочко; род. 11 декабря 1968, Львов) — советский и украинский футболист и тренер. Выступал на позиции полузащитника. Мастер спорта Украины.

## Игровая карьера
Воспитанник СДЮШОР «Карпаты» (Львов). Первый тренер — Юрий Михайлович Дячук-Ставицкий. Учился во Львовском институте физической культуры.
Играл в командах: «Металлист» (Харьков), «Прикарпатье» (Ивано-Франковск), «Галичина» (Дрогобыч), «Карпаты» (Львов), «Печ» (Венгрия), ФК «Львов», «Волынь», «Закарпатье» и «Газовик-Скала».

## Тренерская карьера
С 2006 года тренировал «Карпаты-2», а затем молодёжный состав львовян. Всезоне 2009/10 дубль «Карпат» под руководством Толочко становился победителем молодёжного чемпионата Украины. В апреле 2015 года был назначен главным тренером тернопольской «Нивы». В дебютном сезоне Толочко смог сохранить место «Нивы» в первой лиге. На старте нового сезона тернопольская команда в первых 7 турах заработала всего 4 очка, после чего Роман Толочко ушёл в отставку.

## Достижения
- Бронзовый призёр чемпионата Украины: 1997/98[1].
- Финалист Кубка Украины: 1999[1].
- Победитель молодёжного первенства Украины: 2009/10[1].

## Семья
Сыновья Остап (1993 г.р.) и Роман (1998 г.р.) также футболисты. Оба играли в дубле «Карпат». Старший Остап играл также в дубле «Металлиста» и в любительских коллективах.